# Paul Storr
Paul Storr (ur. 1771 w Londynie, zm. 4 marca 1844 w Londynie) – angielski rzeźbiarz, złotnik i projektant.

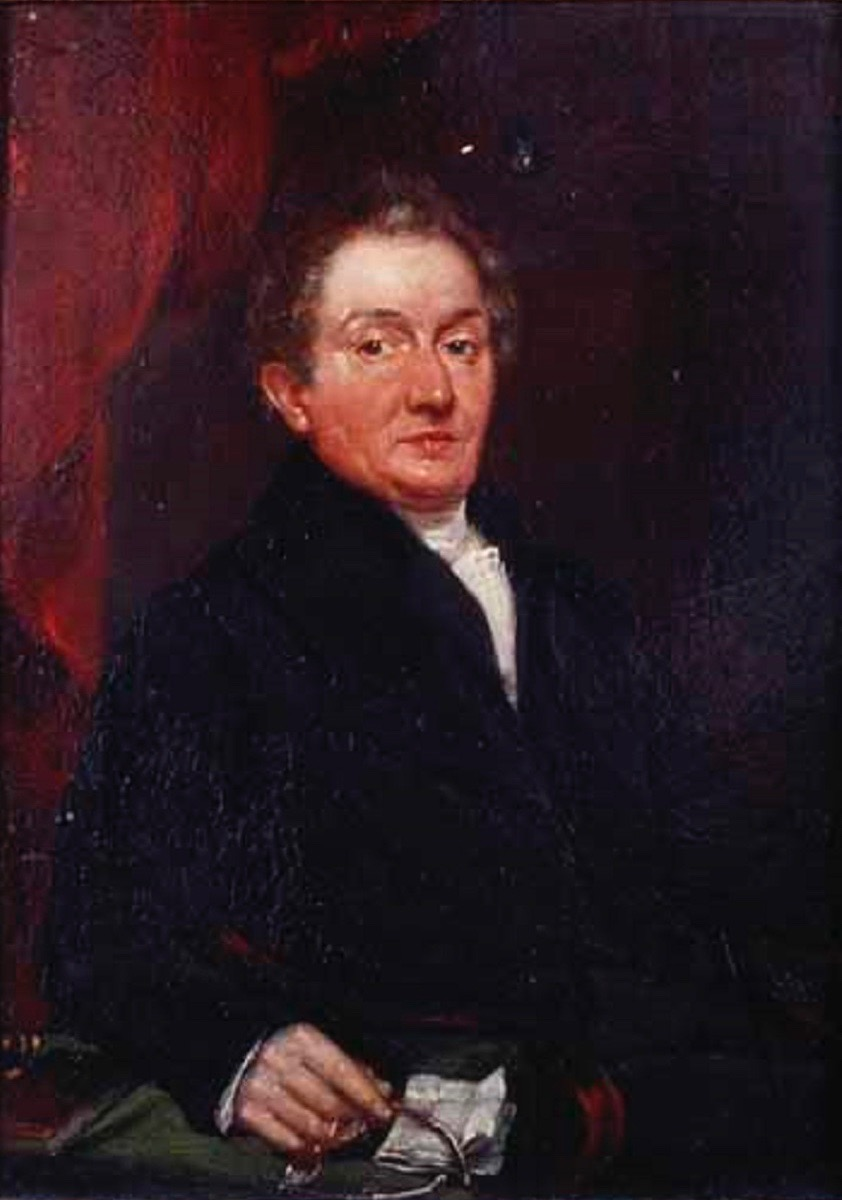
Paul Storr

Współpracował najpierw z Andrew Fogelbergiem, złotnikiem szwedzkiego pochodzenia. Po 1807 związał się z firmą królewskich złotników Rundell and Bridge. W projektowaniu zastawy wzorował się m.in. na sztuce rzymskiej, jego dzieła noszą też piętno stylu rokoko. W 1822 założył własną firmę, która istniała do 1838.